# Marquesado de Campoo

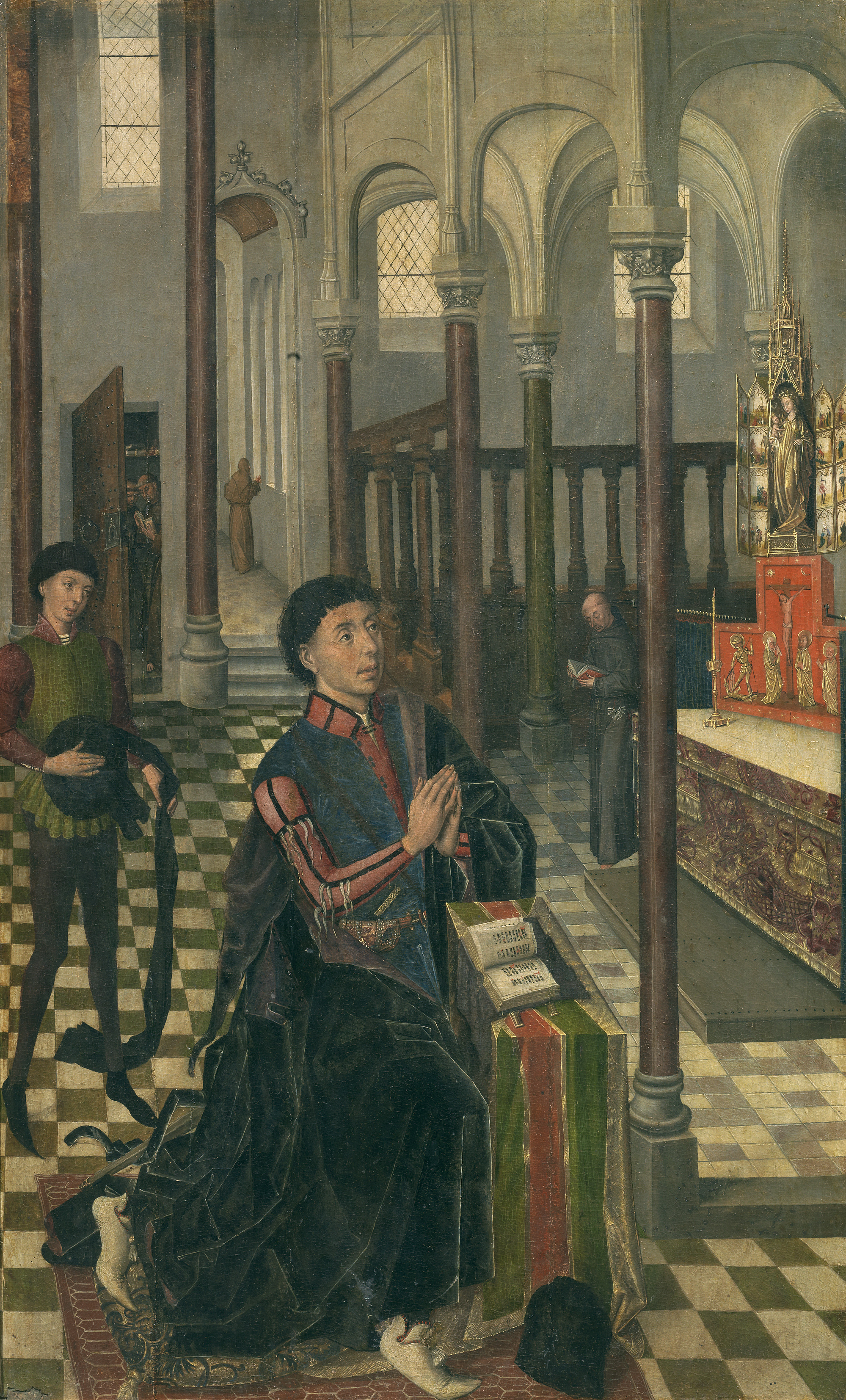
Diego Hurtado de Mendoza y Suárez de Figueroa, I marqués de Campoo, I duque del Infantado, II marqués de Santillana.

El marquesado de Campoo es un título nobiliario español creado por los Reyes Católicos el 22 de julio de 1475 en favor de Diego Hurtado de Mendoza y de la Vega, I duque del Infantado, II marqués de Santillana, señor de Mendoza y de la Vega, de Hita y de Buitrago.
Diego Hurtado de Mendoza era el hijo primogénito de Íñigo López de Mendoza, I marqués de Santillana, y hermano de Pedro González de Mendoza (el famoso Cardenal Mendoza) y de Íñigo López de Mendoza y Figueroa, I conde de Tendilla.
Su denominación hace referencia a la comarca de Campoo-Los Valles, en Cantabria. 
Fue rehabilitado en 1918 por el rey Alfonso XIII y concedido a María de las Mercedes de Arteaga y Echagüe.

## Marqueses de Campoo
|                                  | Titular                                    | Periodo                          |
| Creación por los Reyes católicos | Creación por los Reyes católicos           | Creación por los Reyes católicos |
| -------------------------------- | ------------------------------------------ | -------------------------------- |
| I                                | Diego Hurtado de Mendoza y de la Vega      | 1475-1479                        |
| Rehabilitación por Alfonso XIII  |                                            |                                  |
| XVI                              | María de las Mercedes de Arteaga y Echagüe | 1918-1934                        |
| XVII                             | Hernando Morenés y de Arteaga              | 1934-1974                        |
| XVIII                            | María de las Mercedes Morenés y Ruiz-Senén | 1974-hoy                         |

## Historia de los marqueses de Campoo
- Diego Hurtado de Mendoza y de la Vega (1417-1479), I marqués de Campoo, I duque del Infantado, II marqués de Santillana.

Rehabilitado en 1918 a favor de:
- María de las Mercedes de Arteaga y Echagüe (1869), XVI marquesa de Campoo,[2] XVII marquesa de Argüeso, XVII condesa de Bañares, XIV condesa de Villada.[2] Le fue concedida la dignidad de grande de España (personal) por Alfonso XIII.

Casó con Luis Morenés y García-Alessón, I marqués de Bassecourt. Le sucedió su hijo:
- Hernando Morenés y de Arteaga (1905-¿?), XVII marqués de Campoo.[2]

Casó con Julia Ruiz-Senén y Ruesca. Le sucedió su hija:
- María de las Mercedes Morenés y Ruiz-Senén, XVIII marquesa de Campoo.[2]

Casó con Ricardo de Bustos y Martorell, IV duque de Montalto.